# Новий Калинів
Нови́й Кали́нів — місто Новокалинівської міської громади Самбірського району Львівської області. Статус міста з 2005 року. Місто є найменшим за площею у Львівській області (0.9 км²).

## Географія
Новий Калинів розташований у південно-західній частині Львівщини, за 2 км від річки Дністер, у 10 км на схід від міста Самбір та за 64 км на південний захід від Львова, на автошляху Н13 (Львів — Тернопіль — Ужгород). Площа міста становить 0,8 км². 

## Символіка

### Герб
Герб територіальної громади являє собою геральдичний щит (чотирикутний, закруглений униз). У синьому полі зображене геральдичне вістря срібного кольору з кетягом червоної калини з зеленим листом, обабіч — по золотому мечу з крилом, повернутому вгору. Кетяг калини вказує на назву міста, а крилаті мечі символізують військові авіаційні частини, що тут розташовані. Герб, згідно з правилами сучасного українського місцевого гербоутворення, вписано у декоративний картуш, увінчаний срібною міською короною, що свідчить про статус поселення.

### Прапор
Прапор територіальної громади являє собою прямокутне полотнище, з нижніх кутів до середини верхнього краю йде білий клин, на якому червоний кетяг калини зі зеленим листком, обабіч на синьому тлі по жовтому мечу з крилом, повернутим вістрям вгору.

## Історія
Є відомості, що на території міста Новий Калинів ще у 1915 році базувалися літаки австрійської авіації, імовірно, що це один із підрозділів. (Аеродром Kaisersdorf»: так називали Калинів). Наприкінці 1939 року, після окупації західноукраїнських земель радянськими військами (17 вересня 1939 року на основі таємного протоколу щодо розподілу сфер впливу в Європі пакту Молотова — Ріббентропа) було розпочате будівництво летовища, однак події та перебіг Другої світової війни припинили всі роботи. З усних джерелах є інформація, що будівництво розпочалося наприкінці 1930-х років (зрозуміло, що йде мова про період після окупації радянськими війська території західноукраїнських земель, бо 1930-ті рр.: з 1931 по 1940 рр.: була інформація - наприкінці 1930-х років, а це період після 17 вересня 1939 року). Після війни неподалік летовища були насаджені тополі (з 1950 по 1951 роки висаджено понад 50 дерев), які осушили заболочену місцевість, де з часом були збудовані перші споруди військового призначення: казарма, їдальня, сховище для техніки. Це було у 1951 році, а вже у 1952 року розпочалося інтенсивне будівництво житлового масиву — 110 фінських будинків, які були побудованими німецькими військовополоненними, триповерховий будинок для керівного складу, гуртожиток і десять споруд військового призначення. Так поступово місто розширювало свої межі. Населення теж щороку збільшувалось. У центрі військового містечка був зведений Будинок офіцерів, де зараз розміщений Народний дім і орган місцевого самоврядування — міська рада, а від нього розходились вулички. Разом із Будинком офіцерів у 1956 році була збудована санітарна частина, штаб, відділення зв'язку, котельня, водонапірна вежа, водонасосна станція, магазини. 
У постанові 1965 року «Про внесення змін в адміністративне районування Української РСР» Калинів не згадується. Для прикладу подано указ 1965 року про затвердження районів УРСР, серед них: Самбірський район (центр — м.  Самбір) в складі м. Рудки і Вощанцівської, Зав'язанецької, Крукеницької, Купновицької, Луківської, Макунівської, Михайлевицької, Погірцівської, Сусолівської, Чайковицької, Хлопчицької та Ятвягівської сільрад Городоцького району;  Дублянської  селищної Ради і Бабинської,  Бісковицької, Блажівської, Великобілинської, Верховецької,  Вільшаницької, Воле-Баранецької, Воютицької, Городищенської, Корналовицької, Кульчицької, Луківської, Містковицької,  Монастирецької, П'яновицької, Ралівської, Садковицької, Стрілковицької та Чукв'янської сільрад Дрогобицького району.
У серпні 1960 року на Новокалинівському летовищі дислокувався 340-й окремий Бреславський транспортно-бойовий вертолітний полк. Пізніше, при незалежній Україні, був перейменований у 7 окремий Бреславський полк, який знаходиться на території Нового Калинова й по сьогодні. 5 грудня 2020 р. Указом Президента України № 545/2020 бригаді присвоєне почесне звання «імені генерал-хорунжого Віктора Павленка» (територія м. Новий Калинів).
У листопаді 2000 року в місті відкрилася середня загальноосвітня школа I—III ступенів; при школі діє дитячий дошкільний навчальний заклад «Калина».

### Російське вторгнення в Україну 2022
Зранку 24 лютого під час Російського вторгнення була обстріляна крилатими ракетами військова частина Нового Калинова. Вибухи було чутно на відстані 16 км.

## Населення

### Чисельність
Населення Нового Калинова— 4256 осіб (станом на 2021 рік).

### Мова
Розподіл населення за рідною мовою за даними перепису 2001 року:
| Мова            | Чисельність, осіб | Відсоток |
| --------------- | ----------------- | -------- |
| Українська      | 3 279             | 91,49%   |
| Російська       | 284               | 7,92%    |
| Білоруська      | 9                 | 0,25%    |
| Польська        | 5                 | 0,14%    |
| Румунська       | 5                 | 0,14%    |
| Інші/Не вказали | 2                 | 0,06%    |
| Разом           | 3 584             | 100%     |

## Інфраструктура
У Новому Калинові працює Новокалинівський опорний заклад та дитячий садок.
Збудовано церкву на честь святого рівноапостольного великого князя Володимира. Також є супермаркет «Рукавичка», магазин електротехніки «Сіріус», магазин «Адріана», «Вулик», «Жанетта», «Лілія», «У Злати», кафе «Star Burg», та інші магазини. Є також нічний заклад «Атлантик» і ресторан «Замок Тамплієра». Є футбольний клуб «Авіатор». З 2012 року в приміщенні міської ради відкрито «Центр іноземних мов», де можна вивчити та вдосконалити англійську мову.
13 жовтня 2015 року в Новому Калинові відбулося відкриття й освячення пам'ятника військовослужбовцям ЗС України, які загинули, на території меморіального комплексу «Загиблим воїнам — афганцям, чорнобильцям та воїнам-миротворцям». 14 жовтня 2016 року відкрито й освячено меморіальну дошку Федоренку Івану Володимировичу, який загинув у бою 18 травня 2015 року в Покровську Донецької області.